# Rodnei
Rodnei, właściwie Rodnei Francisco de Lima (ur. 11 września 1985 w São Paulo) – brazylijski piłkarz występujący na pozycji obrońcy w TSV 1860 Monachium. W Orange Ekstraklasie 11 spotkań. W grudniu 2007 r. przebywał na testach w Hercie BSC i po okresie półrocznym podpisał kontrakt z niemieckim klubem na rok z możliwością przedłużenia o kolejne dwa lata.
W lipcu 2009 Rodnei został wypożyczony do 1. FC Kaiserslautern.

## Sukcesy

### Klubowe
Red Bull Salzburg
- Mistrzostwo Austrii (1x): 2013/2014